# San Carlo (Cevio)
San Carlo è una frazione del comune svizzero di Cevio, nel Canton Ticino (distretto di Vallemaggia).

## Geografia fisica
San Carlo è situato presso Bignasco, nella parte più elevata della Val Bavona.

## Storia
Il villaggio è sorto nel periodo intorno al 1700, costruito dagli abitanti di Presa fuggiti dal loro paese a causa di ripetute frane. Già frazione di Bignasco, assieme a questo il 22 ottobre 2006 è stato accorpato al comune di Cevio assieme all'altro comune soppresso di Cavergno.

## Monumenti e luoghi d'interesse

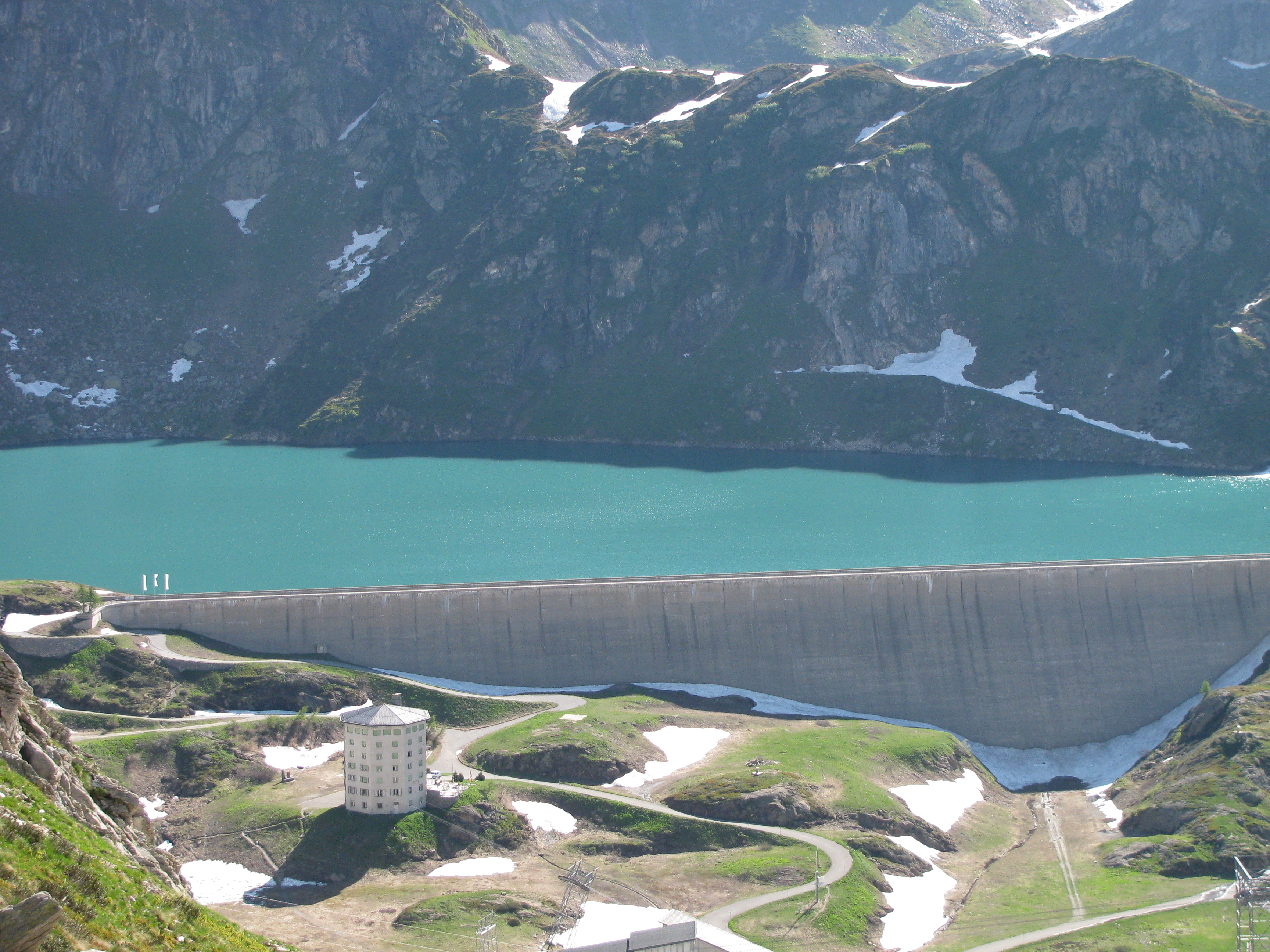
La diga di Robièi con l'omonimo lago e la capanna Basòdino

- Oratorio di San Carlo Borromeo, eretto nel 1649[senza fonte];
- Capanna Basòdino;
- Diga di Robièi.

## Geografia antropica
Non è molto popolato ed è composto principalmente di abitazioni rurali tipiche, tra cui le più antiche sono in rovina.

## Infrastrutture e trasporti
A San Carlo è situata la stazione a valle della teleferica San Carlo-Lago di Robièi.